# Miguel Fisac Serna
Miguel Fisac Serna (Daimiel, Ciudad Real 1913 - Madrid, 2006) fou un arquitecte espanyol.
El 1942 obté el títol d'arquitecte a la Escuela Técnica Superior de Arquitectura de Madrid. La seva vinculació amb el disseny industrial està directament lligada amb la seva tasca d'arquitecte. En els seus primers edificis va dissenyar el mobiliari, els llums i les ferramentes. En els seus objectes es perceben influències nòrdiques i de l'arquitectura de Charles Eames.
Va realitzar també una important tasca com a investigador de diferents materials, principalment el formigó. Alguns dels edificis més emblemàtics són la seu central del CSIC a Madrid o els laboratorios Jorba ja demolits.

## Premis i reconeixements
Li fou concedida la Medalla d'Or de l'Arquitectura atorgada pel Consell Superior del Col·legis d'Arquitectes d'Espanya l'any 1994. Va rebre nombrosos premis entre els quals s'ha de destacar el Premio Nacional de Arquitectura de 2003 i la seva obra ha estat motiu de diverses exposicions. Entre els seus dissenys cal destacar la Butaca Estructural de 1948, una cadira de braços (1962), el llum de sostre Odel-lux 6606 (1965) o les cadires Pata de gallina (1960).